# Таванг (город)

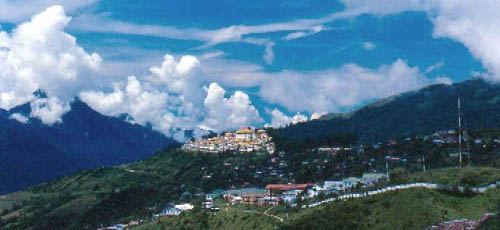
Город Таванг и монастырь

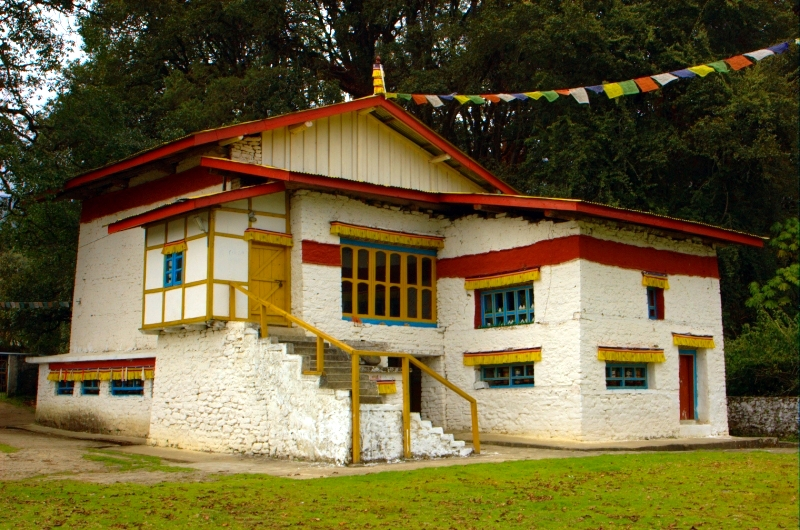
Место рождения Шестого Далай-ламы, монастырь Ургеллинг

Таванг (тиб. རྟ་དབང་,Rta-dbang, хинди तवांग) — город, центр округа Таванг в штате Аруначал-Прадеш в Индии, находится на высоте 3000 метров.

## География
Город находится на удалении 555 км от Гувахати.

## Буддийские монастыри

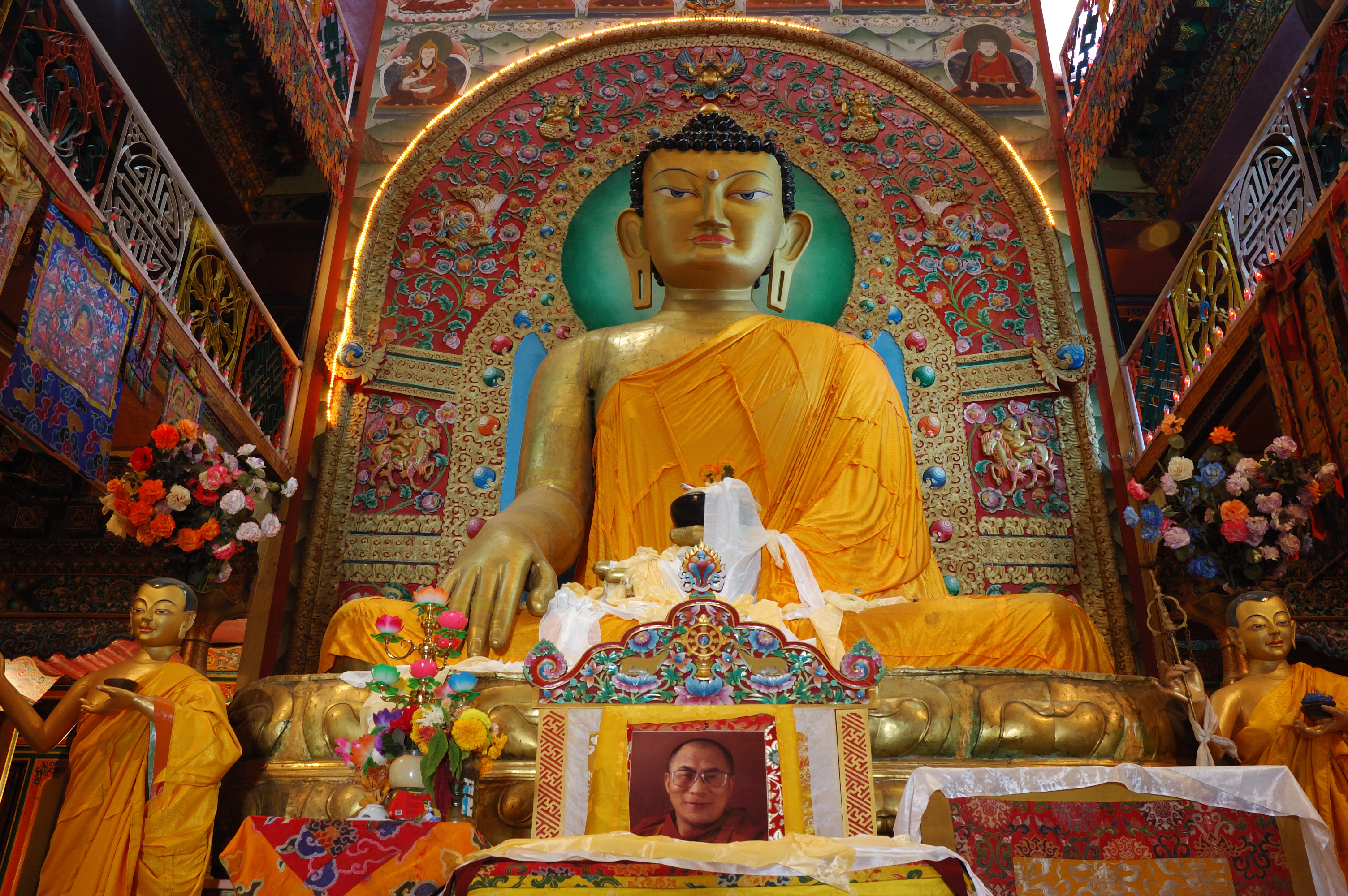
Восьмиметровый Будда в монастыре Таванг

Город знаменит монастырём Таванг. Этот монастырь посетил Далай-лама XIV, когда в 1959 году бежал из Тибета, 30 марта он перешёл границу и пробыл здесь несколько дней, направляясь дальше в Тезпур.
Монастырь школы Гэлуг основал Мера-лама Лодре-Гьяцо во исполнение воли Пятого Далай-ламы. Это самый большой буддийский монастырь в Индии. Название Таванг (тиб. རྟ་དབང་,Rta-dbang) означает «выбор коня». Таванг считается также самым крупным монастырём за пределами Лхаса. Тибетские буддисты почитают Таванг как важнейший святой город.
Помимо Тавангского монастыря в окрестностях города и в округе имеется немало других монастырей:
- В пяти километрах от Таванга находится монастырь Ургеллинг, в котором родился Шестой Далай-лама.
- В двух километрах от Таванга находится монастырь Хинмэй-гомпа школы ньингма.
- Монастырь Ригьяллинг, который организует также теоретические занятия по буддийскому учению.
- Монастырь Таванг-Такцанг (Тигриное гнездо) в 45 км от Таванга. Здесь в VIII веке останавливался для медитации Падмасамбхава. Аналогичный монастырь Такцанг-лакханг имеется около Паро в Бутане.

В окрестности Таванга имеется несколько женских монастырей (Ани-гомпа):
- Брамадунгчунг Ани-гомпа в девяти километрах от города, основал лама Карчен Еши-делек в 1595 году. В монастыре обитает 45 монахинь.
- Гьянгонг Ани-гомпа — красивый монастырь, в котором обитает 50 монахинь на холме в 5 км к северу от Таванга. Монастырь основал Мера Лам Лодре Гьямцо
- Сингсур Ани-гомпа, находится 28 км к западу от Стайинга по дороге на Гешила. В монастыре проживают 30 монахинь. Новый сингсурский монастырь основал Гонпаце-ринпоче в 1960 году. Старый монастырь тоже сохранился.

## Достопримечательности
- Мемориал индийским воинам, павшим в пограничной войне 1962 года[5]

Разрешение на посещение Таванга для иностранных туристов выдаются в правительственных учреждениях Калькутты, Гувахати, Тезпура и Нью-Дели. Основной путь в Таванг идёт по горной дорог через перевал Села 4,176 м высотой. От города Тезпур с аэропортом надо ехать около 12 часов на автобусах или частных машинах через Бомдила. С июля 2008 открылся вертолётный рейс от Гувахати до Таванга.

## Визиты Далай-ламы
Китайцы также заявляют протесты по поводу посещений Таванга Далай-ламой (в частности в ноябре 2009 году, когда в Таванге собралось 30 тысяч человек из разных стран гималайского региона). Несмотря на протест Китая, Далай-лама был тепло встречен властями штата.

## Военное значение
В Таванге работает элитная школа военных командиров Парват Гхатак, которая также отрабатывает высокогорные операции.